# Cryptocentrum gracilipes
Cryptocentrum gracilipes är en orkidéart som beskrevs av Rudolf Schlechter. Cryptocentrum gracilipes ingår i släktet Cryptocentrum, och familjen orkidéer. Inga underarter finns listade i Catalogue of Life.